# Jean Jacques Bortolai
Jean-Jacques Bortolaï (Toulon, França, 17 de novembro de 1956) é um cantor francês.
Jean Jacques representou o Mónaco no Festival Eurovisão da Canção 1969 com a canção "Maman, Maman" com apenas 12 anos.

## Discografia

### Álbuns
- Maman, maman (1969)
- Comme vous (1970)